# قبرستان عمودی، دروازه مردگان ۱
قبرستان عمودی، دروازهٔ مردگان ۱ کتابی به نویسندگی حمیدرضا شاه‌آبادی است که در سال ۱۳۹۷ توسط نشر افق به زبان فارسی منشتر شد. این کتاب در زمینه داستان کودک و نوجوان بوده و در زمستان ۱۳۹۷ در فهرست نامزدهای دریافت جایزه کتاب سال قرار گرفت.

## معرفی
دربارهٔ مجموعه دروازه مردگان آمده‌است که مواجه رضاقلی نوجوان فقیر و روستایی با سینما، ماشینیسم، ریل‌گذاری مسیرهای شهری و نشانه‌های دیگر با بهت و حیرت است اما او ظاهراً ذات آزادی‌خواهی دارد و برخلاف رویهٔ معمول تن به بردگی نظام ارباب رعیتی و کارگری نمی‌دهد. او در حد توان خودش عاصی و طغیانگر است و نقشهٔ فرار می‌کشد، نوجوانی که قربانی جهل شده و او را از خانواده‌اش دزدیده‌اند و فروخته‌اند. آشنایی او با میرزا حسن رشدیه که دلسوز مردم و مملکت است این روحیهٔ تحول‌خواه را در او تربیت می‌کند. او شاهد تخریب اولین مدرسهٔ تهران است به دست جاهلان کور و متعصب که آبشخورشان خرافه است و خوب می‌دانند که با ظهور علم دکان‌شان تخته خواهد شد و… قبرستان عمودی، دروازهٔ مردگان ۱ اولین جلد از مجموعهٔ دروازه مردگان و نوشتهٔ حمیدرضا شاه‌آبادی است.

## جوایز
- کتاب قبرستان عمودی، دروازهٔ مردگان ۱ به عنوان  کتاب شایسته تقدیر در سی و هفتمین دوره کتاب سال ایران  کتاب سال ایران  معرفی شد..[۶][۷]  برگزیدگان و شایستگان تقدیر سی و هفتمین دوره کتاب سال در ۱۶ بهمن ۱۳۹۸ در تالار وحدت با حضور حسن روحانی، معرفی شدند.[۸]
- همچنین این اثر برگزیده جایزه کلاغ سفید شده‌است.[۹]